# 乃可勢
乃可勢（のかせ、のかぜ）は、織田信長、豊臣秀吉、徳川家康、松平忠輝が蔵した一節切。「野風」とも表記される。三英傑の手を渡ったのち、徳川家康が死期に際して茶阿局を介し六男・松平忠輝に形見として託したとされる。忠輝が配流から死去までの58年間を過ごした長野県諏訪市（旧諏訪藩）の貞松院に現存し、諏訪市の有形文化財に指定されている。現品は節に金泥で織田家の紋・織田瓜と変体仮名による銘が入れられ、収納箱には松平家の葵紋と「織田信長自愛 のかせ 御笛」という文言が記されている。
江戸中期に忠輝の100回忌（1782年（天明2年））あるいは150回忌（1832年（天保3年））を記念した模造品が10本製作されており、うちの1本「秋声（しゅうせい）」も貞松院に伝えられ、法要などで実用に供されている。模造品は関係者に配られたと見られるが、残る9本の所在は不明という。